# Boettgeria obesiuscula
Espèce
Synonymes
- Boettgeria (Loosjesiella) obesiuscula (R. T. Lowe, 1863)[2]
- Clausilia obesiuscula R.T. Lowe, 1863[3]

Statut de conservation UICN

 CR B1ab(ii,iii)+2ab(ii,iii) : 
En danger critique
Boettgeria obesiuscula est une espèce de gastéropodes terrestres de la famille des Clausiliidae.

## Répartition et habitat
Comme toutes les espèces du genre Boettgeria, cette espèce est endémique de l'archipel de Madère au Portugal. Boettgeria obesiuscula est plus précisément endémique au sud-est de l'île de Madère. Elle vit dans les zones rocheuses avec des buissons.

## Menace
Cette espèce est en Critique Danger d'Extinction selon la Liste rouge de l'UICN. Elle est principalement menacée par la présence d'un aéroport construit dans son aire de répartition, qui ne mesure que 4 km2.